# Ribaguda
Ribaguda est une commune ou une contrée appartenant à la municipalité de Ribera Baja dans la province d'Alava, située dans la Communauté autonome basque en Espagne.